# Ricardo Bielschowsky
Ricardo Alberto Bielschowsky (ur. 4 września 1949 w Rio de Janeiro) – brazylijski ekonomista.

## Życiorys
Jest synem pochodzącego z Wrocławia niemieckiego Żyda Rudolpha Bielschowskiego i Meny Gottlieb z Brna w Czechach, którzy emigrowali do Brazylii. Ukończył studia ekonomiczne na Federalnym Uniwersytecie w Rio de Janeiro, tytuł magistra uzyskał na Uniwersytecie w Brazylii, natomiast doktorat obronił na Uniwersytecie w Leicester w Wielkiej Brytanii. Jest profesorem na Federalnym Uniwersytecie w Rio de Janeiro oraz pracuje w Komisji Gospodarczej Narodów Zjednoczonych ds. Ameryki Łacińskiej i Karaibów. Specjalizuje się w historii ekonomii brazylijskiej oraz w historycznym ujęciu procesów industrializacyjnych.

## Publikacje
- Pensamento Econômico Brasileiro 1930-1964: o Ciclo Ideológico do Desenvolvimento, ISBN 85-85910-08-9.
- Cinqüenta Anos de Pensamento na CEPAL, primeiro e segundo volume. ISBN 85-01-05946-3.